# Teissières-de-Cornet

Teissières-de-Cornet este o comună în departamentul Cantal, Franța. În 1 ianuarie 2022 avea o populație de 322 de locuitori.